# Supergigante rossa

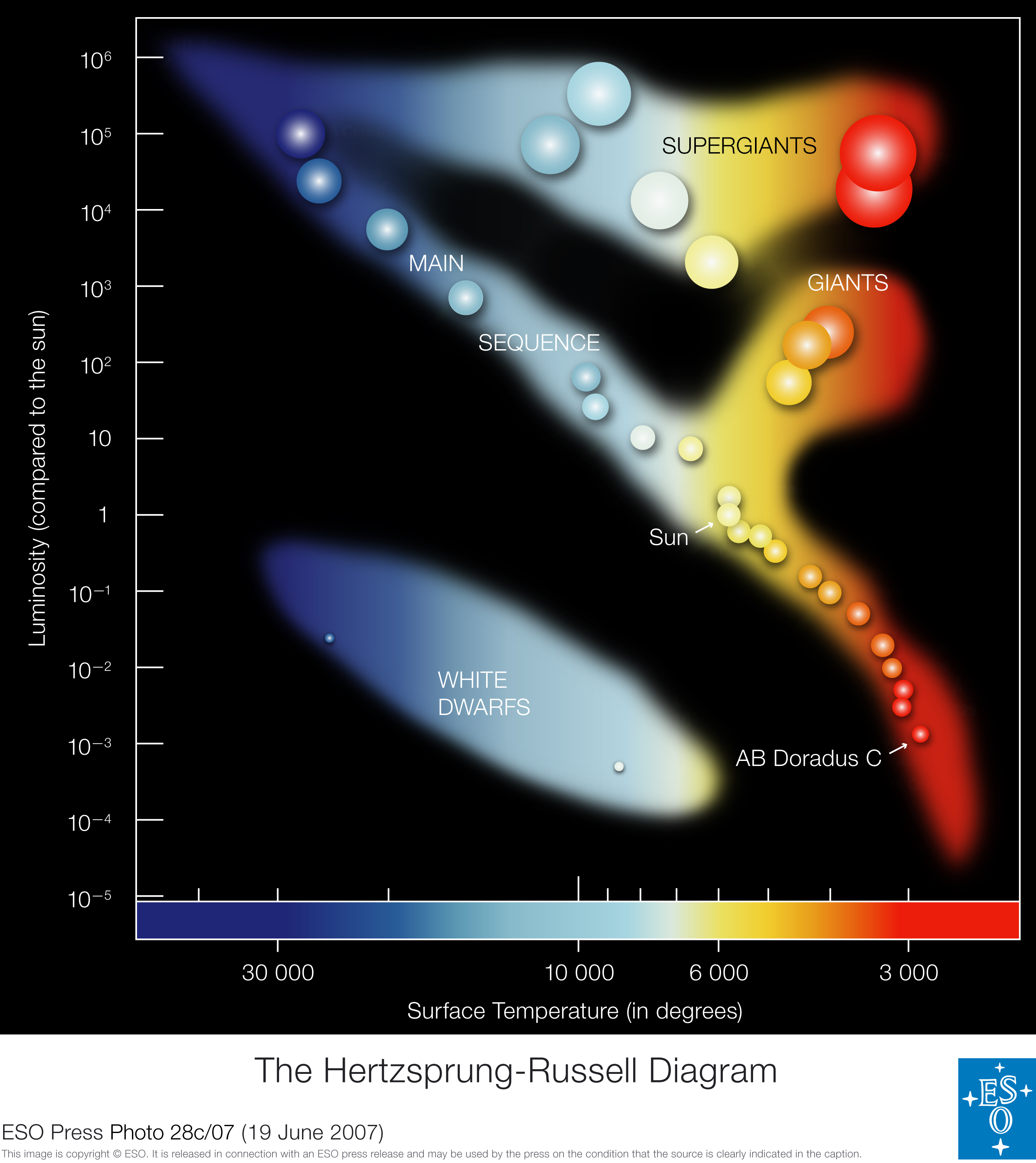
Il diagramma Hertzsprung-Russell. Le supegiganti rosse occupano la parte alta destra del diagramma

Le supergiganti rosse sono stelle che, nella classificazione di Yerkes, hanno classe di luminosità I e classe spettrale K o M. Si tratta solitamente di stelle massicce che hanno abbandonato la sequenza principale e che esploderanno in tempi astronomicamente brevi in supernovae. Le supergiganti rosse sono le stelle più grandi conosciute in termini di volume, sebbene non siano quelle dotate di massa o di luminosità maggiori. Sono supergiganti rosse due fra le stelle più brillanti della volta celeste: Betelgeuse e Antares.

## Classificazione
Le stelle che appartengono alla classe delle supergiganti esibiscono linee spettrali molto più fini rispetto alle stelle appartenenti alla sequenza principale. Le linee assottigliate si presentano solitamente quando l'atmosfera di una stella è molto rarefatta. D'altra parte, una atmosfera rarefatta è indice del fatto che la stella si è espansa, aumentando il suo volume e, di conseguenza, anche la sua superficie radiante, facendo innalzare la luminosità della stella. L'assottigliamento delle linee spettrali è più pronunciato nelle stelle supergiganti rispetto a quelle giganti, indicando una enorme superficie radiante e quindi una luminosità molto elevata. Le stelle supergiganti occupano quindi solitamente la regione superiore del diagramma Hertzsprung-Russell, quella riservata alle stelle più luminose aventi magnitudine assoluta compresa fra −5 e −12. Tuttavia, vi sono altri tipi di supergiganti, in cui l'assottigliamento delle linee spettrali è dovuto ad altri fenomeni, come per esempio le stelle Be.
La classe delle supergiganti è ulteriormente divisa in due sottoclassi, quella delle supergiganti meno luminose, indicata con Ib, e quella delle supergiganti brillanti indicata con Ia. L'indicazione Iab per riferirsi a una classe intermedia fra le due è abbastanza usuale. Stelle eccezionalmente luminose, aventi gravità superficiali estremamente basse, con segni di grandi perdite di massa vengono a volte designate con la classe di luminosità 0 (zero), sebbene ciò sia abbastanza raro. Più frequenti sono le designazioni Ia-0 o Ia+. Queste supergiganti eccezionalmente luminose vengono talvolta chiamate ipergiganti ma l'uso di questo termine per le supergiganti rosse è abbastanza raro, sebbene a volte compaia nelle designazioni delle supergiganti rosse più grandi e instabili.
Le supergiganti rosse si distinguono dalle altre supergiganti per essere le meno calde. Esse hanno classe spettrale M. Anche le supergiganti di classe K meno calde sono talvolta classificate come rosse, anche se non c'è una precisa linea di confine. Le supergiganti di classe K sono rare relativamente a quelle di classe M dato che rappresentano uno stadio evolutivo di transizione verso la classe M. Le supergiganti di classe K più calde vengono talvolta definite come supergiganti arancioni (per esempio Zeta Cephei) o addirittura gialle (per esempio l'ipergigante gialla HR 5171A).

## Evoluzione

Tracce evolutive nel diagramma H-R di stelle con massa iniziale di 0,4 2 15 e

Le supergiganti rosse evolvono da stelle aventi una massa iniziale compresa fra ≈10 M⊙ e ≈40 M⊙. Durante la loro fase di permanenza nella sequenza principale tali stelle si presentano come molto calde e luminose, a causa della rapida fusione dell'idrogeno tramite il ciclo CNO nei loro nuclei convettivi, e appartengono alle prime sottoclassi della classe B o alle ultime sottoclassi della classe O. Esse hanno temperature superficiali comprese fra 25000 K e 32000 K e luminosità comprese fra 10.000 e 100.000 L☉. Contrariamente a quanto avviene nel Sole, gli strati superficiali di queste stelle non sono convettivi. Bruciando molto velocemente il loro combustibile nucleare, queste stelle esauriscono l'idrogeno nei loro nuclei in soli 5-20 milioni di anni, un tempo molto più breve di quello di una stella come il Sole, che impiega diversi miliardi di anni per compiere lo stesso percorso evolutivo. 
Alla fine della loro permanenza nella sequenza principale, queste stelle presentano un nucleo di elio molto massiccio, che, non più sostenuto dalle reazioni nucleari di fusione dell'idrogeno, si contrae e aumenta la sua temperatura. La fusione dell'idrogeno continua invece in un guscio che circonda tale nucleo. La contrazione del nucleo e l'innalzamento della sua temperatura causa l'espansione dell'inviluppo di idrogeno che circonda la zona centrale, in cui avvengono le reazioni nucleari. Questo processo è molto simile a quello che avviene nelle stelle meno massicce, appartenenti al ramo delle giganti rosse. Nel caso delle supergiganti, tuttavia, in ragione della loro massa maggiore, l'espansione dilata il volume della stella fino a dimensioni enormi. Il raggio di una supergigante rossa può superare di gran lunga i 1000 R☉ e avvicinarsi ai 2000 R☉. Questo fa delle supergiganti rosse le stelle più grandi conosciute.
Espandendosi, la stella diminuisce la sua temperatura superficiale e passa dalla classe O alla classe M in un tempo astronomicamente breve. Poiché il tempo passato nello stadio di supergigante gialla è molto minore rispetto a quello che poi la stella passerà in quello di supergigante rossa, è rivelabile un numero di supergiganti rosse molto maggiore rispetto a quello delle supergiganti gialle. In questo passaggio la stella aumenta la sua luminosità di circa tre volte. Tale incremento è molto meno drammatico di quello che avviene nelle stelle di massa media e piccola, quando entrano nello stadio di gigante rossa. Di conseguenza, mentre le stelle con massa simile a quella del Sole percorrono una traccia nel diagramma H-R che le porta verso l'alto e verso la destra nel diagramma stesso, le supergiganti rosse sono il frutto di una evoluzione che lascia una traccia quasi orizzontale nel diagramma, dalla parte alta sinistra alla parte alta destra.
L'inviluppo di idrogeno che circonda il nucleo delle supergiganti è, in seguito all'espansione, estremamente rarefatto. In esso, si sviluppano enormi zone convettive che penetrano a fondo all'interno della stella e che portano in superficie i prodotti delle reazioni nucleari, in particolare l'azoto.
Alcune supergiganti rosse vanno incontro ad anelli blu (in inglese: blue loops) nei quali la loro temperatura superficiale può innalzarsi fino a 10000 K, prima di ritornare a scendere. Il nome di questo fenomeno deriva dal fatto che le supergiganti rosse durante gli anelli blu si spostano verso la parte blu del diagramma H-R in modo quasi orizzontale per poi tornare alla posizione di partenza. Mentre molte supergiganti rosse non sperimentano alcun anello blu, alcune possono descriverne più di uno. Il manifestarsi di anelli blu sembra dipendere da una molteplicità di parametri quali la massa, la velocità di rotazione, il tasso di perdita di massa causato dal vento stellare e la composizione chimica della stella. I meccanismi di innesco degli anelli blu non sono ancora stati compresi a fondo. Una ipotesi è che essi siano dovuti a variazioni di opacità negli strati intermedi della stella, che impattano sulla quantità di energia trasporta dal nucleo agli strati superficiali. Questa variazione di energia a sua volta causa l'espansione o la contrazione della stella.

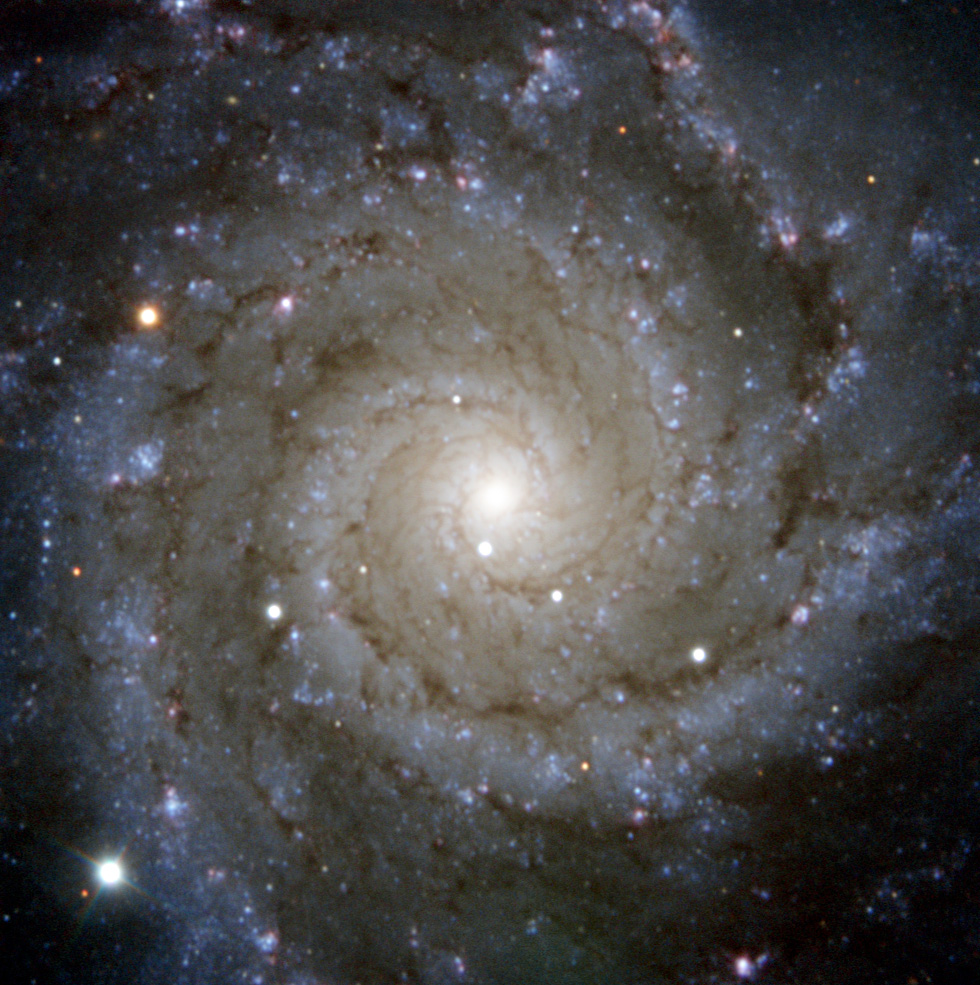
Una supergigante rossa termina la sua esistenza in una supernova di tipo II (in basso a sinistra) in uno dei bracci di M74

La fase di supergigante rossa dura 1-2 milioni di anni. Quando le condizioni di pressione e temperatura del nucleo lo permettono, le stelle supergiganti rosse innescano la fusione dell'elio. Successivamente, quando la temperatura raggiunge il valore di 6×106 K e la densità il valore di 2×106 kg/m³, viene innescata la fusione del carbonio. A questo punto, l'evoluzione della stella subisce una notevole accelerazione e in poche migliaia di anni vengono creati elementi sempre più pesanti fino al ferro. Nel giro di qualche giorno, il nucleo di ferro che la stella ha costruito collassa e viene prodotta una supernova. Il tipo di supernova prodotto dipende dalla massa iniziale della stella e da altri fattori quali la metallicità. In genere, le stelle più massicce e quelle più ricche di metalli perdono quantitativi maggiori di massa durante la fase di supergigante rossa a causa del vento stellare. A metallicità solare, le stelle con massa inferiore a 15 M⊙ subiscono una moderata perdita di massa durante la fase di supergiganti rosse e conservano gran parte del loro inviluppo di idrogeno. Esse quindi esplodono in supernovae di tipo II-P. Le stelle con masse comprese fra 15 M⊙ e 25 M⊙ sperimentano perdite di massa più importanti durante la loro fase di permanenza fra le supergiganti rosse, ma non tali da rimuovere completamente il loro strato di idrogeno superficiale. Esse esplodono in supernovae di tipo II-L e IIb, nelle quali le linee dell'idrogeno sono inizialmente presenti, ma scompaiono dopo breve tempo. Le stelle con massa compresa fra 25 M⊙ e 40 M⊙ subiscono ingenti perdite di massa durante la loro fase di supergiganti rosse, che rimuovono completamente l'inviluppo di idrogeno facendole diventare delle stelle di Wolf-Rayet. Esse esplodono in supernovae di tipo Ib, in cui le linee dell'idrogeno non sono presenti. 
Le previsioni dei modelli teorici sembrano essere confermate dalle osservazioni. Le progenitrici delle supernovae di tipo II-P hanno temperature comprese fra 3500 K e 4400 K e luminosità comprese fra 20000 L☉ e 200000 L☉, che sono parametri che ci si aspetta di osservare nelle supergiganti rosse meno massicce. È stato osservato un piccolo numero di progenitrici di supernovae di tipo II-L e IIb; esse sembrano comunque avere una luminosità che si aggira intorno a 100.000 L☉ e temperature che possono arrivare a 6000 K. C'è una buona corrispondenza fra questi parametri e quelli delle supergiganti rosse di massa intermedia, che sono andate incontro a moderate perdite di massa. Le supergiganti rosse più massicce non sembrano essere invece progenitrici di supernovae, confermando che esse evolvono in stelle di Wolf-Rayet prima di esplodere.

## Problemi di definizione
Come si è accennato, le supergiganti vengono individuate tramite la configurazione delle linee spettrali, che indica una gravità molto bassa nell'atmosfera stellare. Questa definizione, tuttavia, raggruppa stelle con proprietà differenti sotto un'unica categoria. Si preferisce quindi spesso optare per una definizione evolutiva e definire le supergiganti come quelle stelle che nel corso della loro evoluzione fondono elementi sempre più pesanti fino ad arrivare al ferro ed esplodono in supernovae in seguito al collasso del loro nucleo.

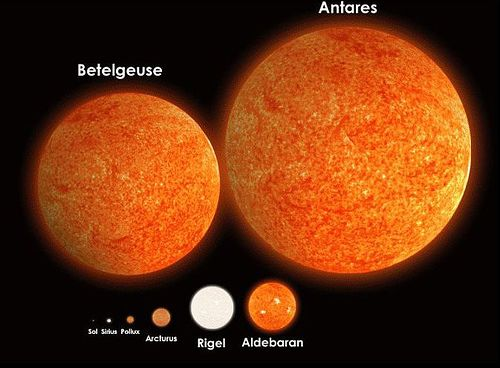
Antares, una delle supergiganti rosse più luminose della volta celeste.

Se si adotta questa definizione evolutiva di supergigante e se si definiscono le supergiganti rosse come quelle supergiganti che, espandendosi, passano dalla classe spettrale O o B alla classe K o M, allora sono definibili come supergiganti rosse le stelle aventi una massa iniziale compresa fra ≈10 M☉ e ≈40 M☉ in avanzato stato evolutivo. Il limite inferiore di questo intervallo è costituito dalle stelle che non sviluppano mai le condizioni interne sufficienti alla creazione di un nucleo di ferro: le stelle con massa inferiore a ≈8 M☉ arrivano a possedere un nucleo degenere di carbonio, che non raggiunge mai le condizioni sufficienti ad essere fuso in elementi più pesanti. Le stelle con masse comprese fra ≈8 M☉ e ≈10 M☉ in avanzato stadio evolutivo possiedono un nucleo degenere composto da neon, magnesio e ossigeno, che non raggiunge le condizioni sufficienti per essere fuso in ferro. Invece, le stelle con masse superiori a ≈10 M☉, sviluppano alla fine della loro evoluzione un nucleo di ferro, che collassa facendo esplodere la stella in una supernova.  Stelle con masse iniziali superiori a ≈40 M☉ (in alcuni modelli, ≈30 M☉) perdono ingenti quantità di massa a causa di intensi venti stellari durante la loro permanenza nella sequenza principale, che rimuovono buona parte dell'inviluppo di idrogeno che circonda il nucleo. Questo fa sì che esse non diventino mai delle supergiganti rosse, ma evolvano direttamente in stelle di Wolf-Rayet, nelle quali il nucleo di elio della stella è esposto. Solo le stelle con massa compresa fra questi due limiti diventano dunque delle supergiganti rosse.
Le stelle con una massa inferiore a ≈10 M☉ nella fase finale della loro evoluzione, durante la quale fondono l'elio, ascendono il ramo asintotico delle giganti (AGB). In questa fase diventano molto luminose e si espandono notevolmente, diminuendo la loro temperatura. Specie quelle più massicce, possono raggiungere dimensioni enormi, con raggi anche pari a 1000 R☉. Superficialmente, le stelle AGB sono praticamente indistinguibili dalle supergiganti rosse, presentando linee spettrali molto simili. Tuttavia, spesso i ricercatori preferiscono non classificare le stelle AGB come supergiganti a causa del loro diverso percorso evolutivo e del loro diverso destino finale. La grande maggioranza delle stelle AGB, infatti, non esplode in supernovae, ma termina la sua esistenza quando, dopo avere espulso il proprio inviluppo di idrogeno e avere così prodotto una nebulosa planetaria, diventa una nana bianca. Le stelle AGB, inoltre, presentano composizioni chimiche leggermente diverse da quelle delle supergiganti e, essendo spesso variabili Mira, presentano variazioni di luminosità più regolari. Fra le stelle AGB, le più simili alle supergiganti rosse sono le stelle super-AGB, che rappresentano lo stadio evolutivo finale delle stelle aventi massa iniziale compresa fra ≈8 M☉ e ≈10 M☉. Esse fondono il carbonio, sviluppano temperature del nucleo molto alte, si espandono notevolmente durante la fase AGB, e possono esplodere in supernovae. Tuttavia il processo che porta all'esplosione è differente rispetto a quello che si registra nelle supergiganti. Infatti, le stelle super-AGB non arrivano mai a sviluppare un nucleo di ferro che collassa. Invece, possono raggiungere nel loro nucleo condizioni di temperatura e densità tali da innescare un processo di cattura elettronica, che fa diminuire la pressione degli elettroni degenerati che sostengono il nucleo, portandolo al collasso. Se non esplodono in questo modo, le stelle super-AGB danno origine a nane bianche al neon, magnesio e ossigeno. Nonostante le indubbie somiglianze fra le stelle super-AGB e le supergiganti rosse, si preferisce spesso distinguerle a causa della mancata produzione di ferro nelle fasi evolutive finali. 
Il seguente specchietto illustra l'evoluzione delle stelle con massa compresa fra 2 e 60 M☉:
| Massa iniziale (M☉) | Sequenza evolutiva           | Destino finale |
| ------------------- | ---------------------------- | -------------- |
| 2-8                 | A o B → RG                   | WD             |
| 8-10                | B → RG                       | II-P o WD      |
| 8–15                | B → RSG                      | II-P           |
| 15–25               | O → RSG ↔ (YSG) ↔ BSG (loop) | II-L (o IIb)   |
| 25–40               | O → RSG → WR                 | Ib             |
| 40–60               | O → LBV → WR                 | Ib/c           |

Legenda:
- O: stella di classe O V
- B: stella di classe B V
- A: stella di classe A V
- RG: gigante rossa
- WD: nana bianca
- BSG: supergigante blu
- RSG: supergigante rossa
- YSG: supergigante gialla
- LBV: stella LBV
- WR: stella di Wolf-Rayet

## Proprietà
Le supergiganti rosse hanno basse temperature superficiali, sotto i 4 100 K.. Queste ultime causano il loro colore rosso o arancio, che le fa ascrivere alle classi spettrali K o M. Ma la caratteristica forse più distintiva delle supergiganti rosse sono le loro dimensioni che possono variare da parecchie centinaia a più di un migliaio di volte quelle del Sole. Le supergiganti rosse più grandi conosciute hanno un raggio di circa 1800 R☉. Si tratta delle stelle più grandi che si conoscano.
Sebbene le supergiganti rosse siano molto più fredde del Sole e quindi emettano meno energia per unità di superficie, le loro imponenti dimensioni fanno sì che siano molto più luminose della nostra stella: tipicamente hanno luminosità comprese fra qualche decina e alcune centinaia di migliaia di L☉. C'è un limite superiore teorico alla luminosità delle supergiganti rosse, che si aggira intorno al milione di L☉, oltre il quale la stella supererebbe il limite di Eddington. Di fatto le supergiganti rosse più luminose osservate hanno una luminosità di circa 200.000 volte quella del Sole. Si tratta di valori molto elevati, ma che tuttavia non sono i più elevati riscontrati: alcune supergiganti blu e alcune stelle LBV superano di gran lunga le supergiganti rosse in luminosità. Come si è visto, le supergiganti rosse, pur essendo stelle molto massicce, non sono le più massicce in assoluto perché le stelle di massa superiore a 40 M☉ non diventeranno mai delle supergiganti rosse.
La bassa gravità superficiale e la grande luminosità delle supergiganti rosse causa ingenti perdite di massa, milioni di volte maggiori rispetto a quelle a cui va incontro il Sole (fino a 1×10−4,8 M⊙ all'anno). Ciò induce la formazione di nebulose intorno alla stella. Entro la fine della loro esistenza, le supergiganti rosse perdono una frazione sostanziale della loro massa. Tale frazione è più cospicua nelle stelle di massa più elevata, tanto che queste possono diventare delle supergiganti blu prima di esplodere in supernovae. Le perdite di massa sono condizionate dalla metallicità e dalla velocità di rotazione della stella durante la fase di permanenza nella sequenza principale.

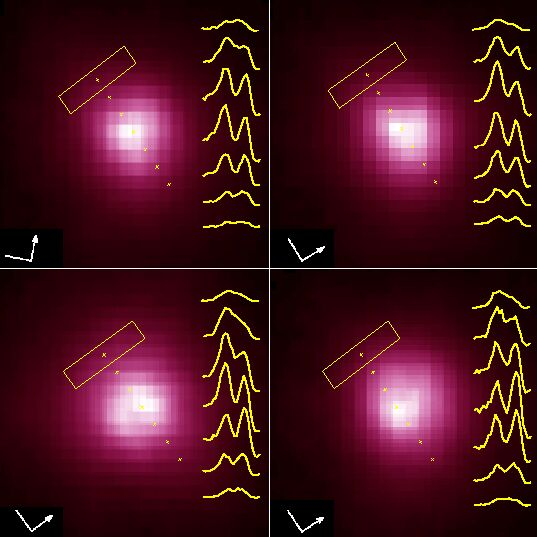
Immagine che mostra le pulsazioni di Betelgeuse e il cambiamento del suo profilo spettrale.

La maggior parte delle supergiganti rosse sono stelle variabili, ma raramente esibiscono un periodo o una ampiezza di variazione regolari, come accade invece nelle meno massicce variabili Mira. Pertanto, vengono di solito classificate come variabili irregolari o semiregolari. Esse sono di solito raccolte in specifiche sottoclassi, come la sottoclasse LC delle variabili irregolari e la sottoclasse SRC delle variabili semiregolari. Le variazioni hanno tipicamente periodi lunghi e sono di modesta ampiezza, sebbene a volte si presentino ampiezze fino a quattro magnitudini.
La analisi statistiche permettono di fare delle ipotesi su almeno alcune delle cause di queste variazioni. Alcune sono dovute a pulsazioni radiali della stella aventi periodi di qualche centinaio di giorni, proporzionali alla luminosità della stella; altre variazioni devono probabilmente la loro origine a pulsazioni non radiali che hanno solitamente un periodo di qualche migliaio di giorni. Entrambi questi tipi di variazioni usualmente hanno ampiezze di circa una magnitudine. Ulteriori variazioni, molto irregolari e di modesta ampiezza, sono dovute alla granularità della fotosfera della stella, che nelle supergiganti rosse è caratterizzata dalla presenza di un numero relativamente piccolo di supercelle convettive, molto più grandi di quelle solari, che causano delle variazioni nella luminosità della stella, mentre questa ruota sul proprio asse. Infine, si pensa che le variazioni di grande ampiezza ed estremamente irregolari, che caratterizzano un piccolo numero di supergiganti rosse, siano dovute a venti stellari molto sostenuti, che compaiono verso la fine dell'esistenza di questo tipo di stelle.
Gli spettri delle supergiganti rosse sono molto simili a quelli delle altre stelle a bassa temperatura superficiale e sono dominati dalle linee di assorbimento dei metalli e delle molecole. Alcune di queste linee sono utili per determinare la classe di luminosità, per esempio le tre linee del calcio ionizzato presenti nella banda dell'infrarosso, che sono un buon indicatore di luminosità.
Le abbondanze superficiali delle supergiganti rosse sono dominate dall'idrogeno anche quando l'idrogeno nel nucleo è completamente esaurito. Nella fase finale della loro esistenza, prima di esplodere in supernovae, l'elio può diventare tanto abbondante quanto l'idrogeno e, nel caso di perdite di massa ingenti dovute a impetuosi venti stellari, addirittura più abbondante. Le stelle di sequenza principale che evolvono in supergiganti rosse presentano atmosfere in cui l'ossigeno è più abbondante del carbonio e dove l'azoto è meno abbondante di questi due elementi. Tali abbondanze riflettono quelle della nebulosa da cui sono nate. Tuttavia, il ciclo CNO aumenta le abbondanze di azoto rispetto a quelle di carbonio e ossigeno all'interno del nucleo stellare ed i dragaggi a cui la stella va incontro portano in superficie i prodotti della fusione nucleare, producendo nell'atmosfera uguali cambiamenti nelle abbondanze di questi elementi.
Le particolari condizioni del materiale circumstellare delle supergiganti rosse, ricco di molecole e investito dalla instabile radiazione della stella, favoriscono la formazione di maser. I più comuni sono i maser ad acqua (H2O) e quelli al monossido di silicio (SiO), ma si registrano anche quelli derivanti dalle emissioni di ossidrili (OH) in regioni di piccole dimensioni. I maser possono essere utilizzati per costruire mappe ad alta risoluzione del materiale circumstellare delle supergiganti rosse e per misurare la loro distanza con molta accuratezza. In futuro, tali maser potrebbero anche essere utili per analizzare grandi strutture galattiche e per scoprire la presenza di supergiganti rosse altrimenti invisibili perché oscurate da polveri.
Le supergiganti rosse ruotano su se stesse lentamente o molto lentamente. I modelli di evoluzione stellare indicano che anche le stelle di sequenza principale che ruotano più velocemente perdono buona parte della loro velocità di rotazione quando entrano nella fase di supergigante a causa dell'aumento di volume e delle perdite di massa. I loro nuclei continuano tuttavia a ruotare più velocemente e la rotazione differenziale fra nucleo e superficie può essere molto marcata.

## Ammassi

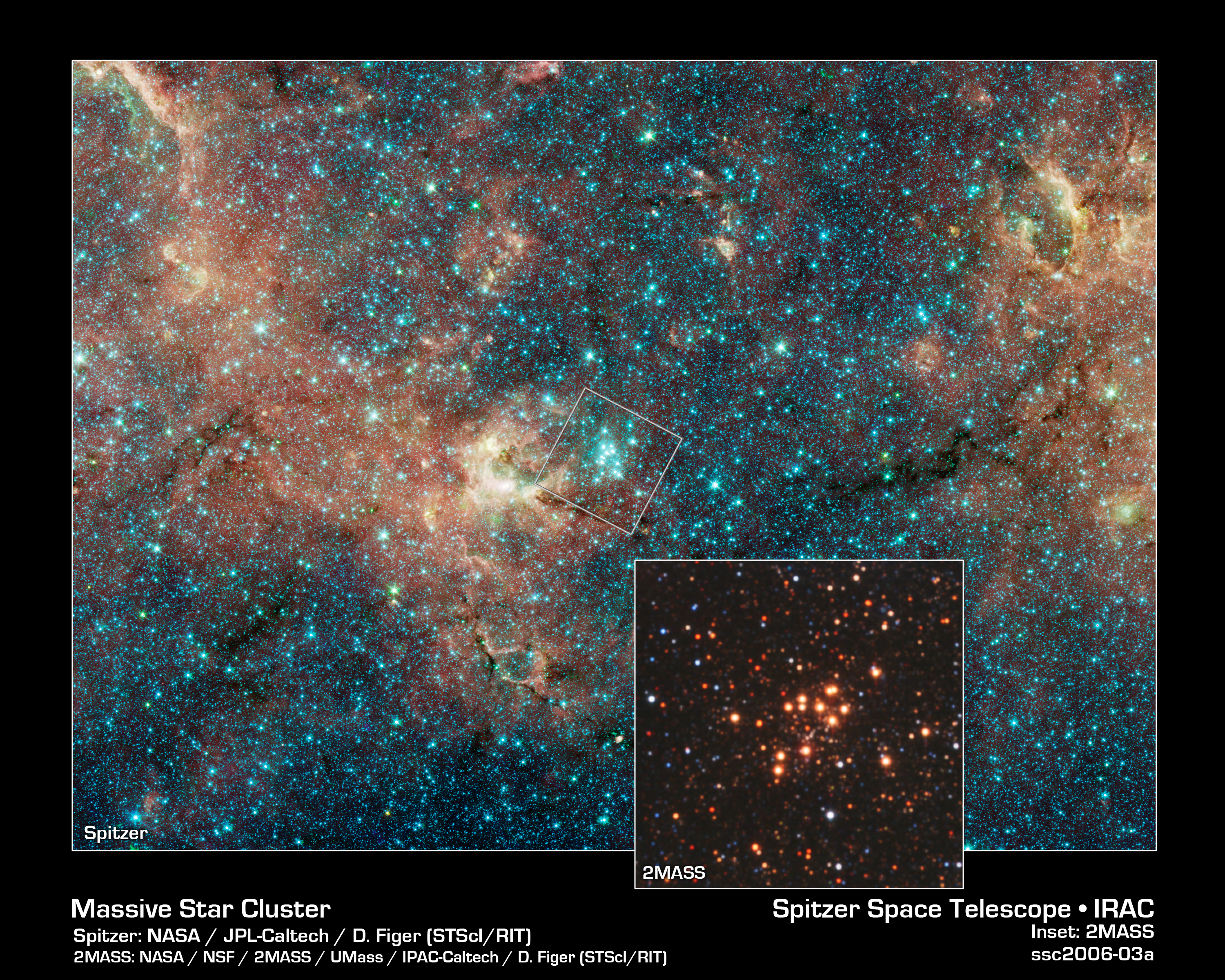
RSGC1, uno degli ammassi che contengono un numero cospicuo di supergiganti rosse.

Le supergiganti rosse hanno al massimo 25 milioni di anni; poiché sono stelle massicce, esse si sono probabilmente formate in ammassi aperti relativamente grandi, da cui non hanno molto tempo per allontanarsi. Di conseguenza, ci si aspetta di osservare le supergiganti rosse all'interno o nei pressi degli ammassi in cui sono nate. Tuttavia, le supergiganti rosse evolvono da stelle massicce, che sono rare e che hanno un'esistenza più breve rispetto alle stelle meno massicce; di conseguenza, ci sono generalmente poche supergiganti rosse in ogni ammasso. 
Per esempio, nell'ammasso Doppio di Perseo, una coppia di ammassi aperti che si trovano nella costellazione del Perseo, è presente una sola supergigante rossa, S Persei, mentre l'esteso e massiccio Hodge 301, facente parte della Grande Nube di Magellano ne contiene solo tre. Anche le due più celebri supergiganti rosse, Betelgeuse e Antares, sono le uniche stelle di questo tipo presenti nelle associazioni a cui appartengono, rispettivamente l'associazione Orion OB1 e l'associazione Scorpius-Centaurus. 
Fino al XXI secolo, il numero massimo di supergiganti rosse conosciute presenti in un singolo ammasso era cinque, in NGC 7419. A partire dal 2006, sono stati identificati alcuni grandi ammassi nelle vicinanze della base del braccio Scudo-Croce della nostra galassia, ognuno dei quali contiene un buon numero di supergiganti rosse. RSGC1 ne contiene almeno 12, RSGC2 (noto anche come Stephenson 2) ne contiene almeno 26, RSGC3 ne contiene almeno 8, e RSGC4 (noto anche come Alicante 8) ne contiene almeno 8. Un totale di 80 supergiganti rosse è confermato essere presente in questa regione relativamente piccola del cielo. Questi quattro ammassi sembrano essersi formati a causa di un intenso starburst risalente a circa 10-20 milioni di anni fa e verificatosi nella parte terminale della barra centrale della Via Lattea, dove il braccio Scudo-Croce si origina. Sono stati scoperti ammassi simili nei pressi di questa zona della galassia, ma nessuno di essi contiene un numero così elevato di supergiganti rosse.

## Esempi notevoli

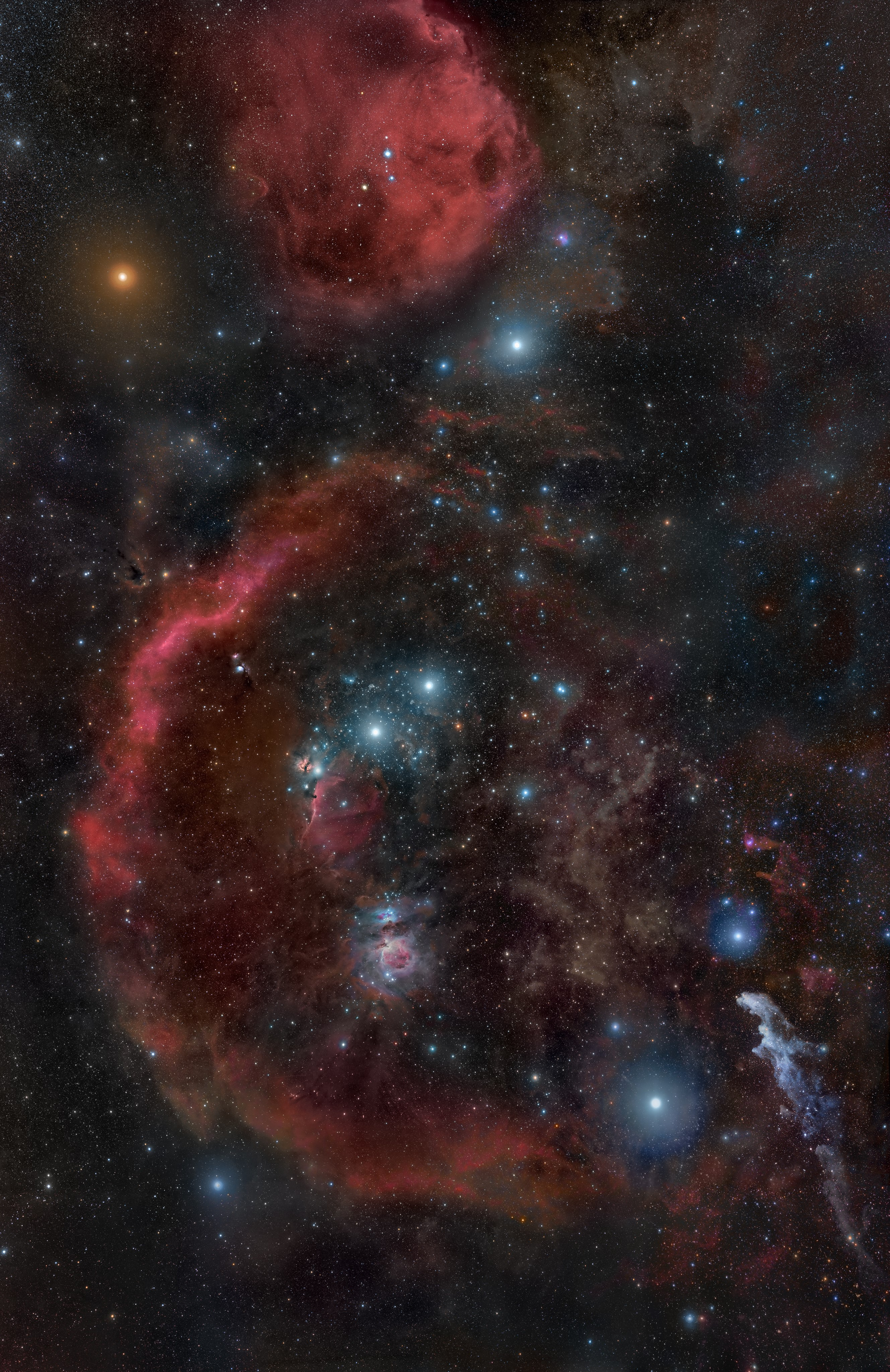
La regione della costellazione di Orione, dove è osservabile la supergigante rossa Betelgeuse.

Le supergiganti rosse sono stelle relativamente rare, ma a causa della loro luminosità sono visibili anche a grandi distanze. Alcune di esse sono visibili ad occhio nudo:
- Betelgeuse
- Antares
- 119 Tauri
- Psi1 Aurigae

Altre supergiganti rosse sono note per le loro enormi dimensioni. Fra le stelle più grandi conosciute, con un raggio di più di 1000 R☉, possono essere citate:
- KW Sagittarii
- PZ Cassiopeiae
- VX Sagittarii
- KY Cygni
- V354 Cephei
- Mu Cephei
- VV Cephei A
- Stephenson 2-18